# وزارة البيئة والإيكولوجيا (الصين)
وزارة البيئة والإيكولوجيا الصينية (بالصينية: 中华人民共和国生态环境部) هي وزارة صينية في الحكومة الشعبية المركزية مسؤولة عن حماية البيئة في البلاد.

## تاريخ
كانت الوزارة تُعرف سابقًا بوزارة حماية البيئة في جمهورية الصين الشعبية، وقبل عام 2008 كانت تُعرف باسم إدارة الدولة لحماية البيئة. حلت وزارة البيئة والإيكولوجيا محل وزارة حماية البيئة عام 2018.

## أنظر أيضا
- وزارة الموارد المائية بجمهورية الصين الشعبية
- مركز تنمية الأغذية العضوية

## وصلات خارجية
- الموقع الرسمي
 باللغة الإنجليزية
- الموقع الرسمي
 باللغة الصينية